# Carl Franz Edlinger
Carl Franz Edlinger auch Karl Franz Edlinger (* 1785 oder 24. Oktober 1788 in Dresden; † 22. Februar 1823 ebenda) war ein deutscher Maler und Zeichenlehrer.

## Leben

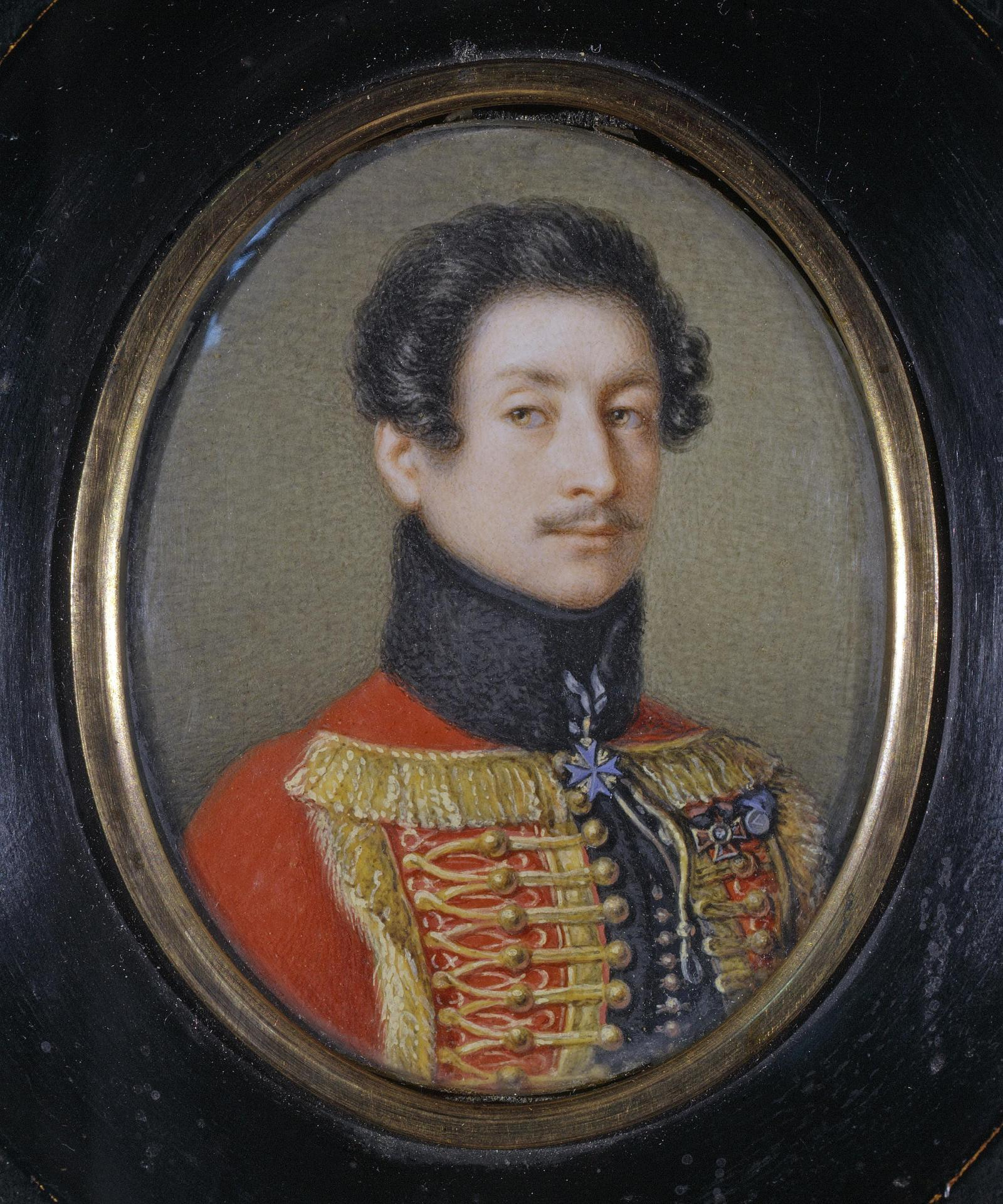
Nikolay Logginovich Manzey (1784–1862)

Carl Franz Edlinger entstammte einer katholischen Familie und erhielt eine Ausbildung auf der Dresdner Kunstakademie unter anderem bei Cajetan Toscani im Zeichnen und bei Traugott Leberecht Pochmann im Malen. Während seiner Ausbildung kopierte er einige Gemälde aus der Kunstgalerie (siehe Gemäldegalerie Alte Meister) und begann mit der Porträtmalerei.
1812 erhielt er bei der katholischen Schule (siehe St. Benno-Gymnasium) in Dresden eine Anstellung als Zeichenlehrer, bevor er 1816 zum Lehrer der Königlichen Akademie der Bildenden Künste ernannt wurde.
Aufgrund seiner Fertigkeiten sowohl in Öl als auch in Miniatur zu malen, wurde er bereits nach kurzer Zeit ein beliebter Porträtmaler, der auch durch den königlichen Hof geschätzt wurde.
Er porträtierte unter anderem den Opernsänger Friedrich Samuel Gerstäcker, Nikolay Logginovich Manzey und den Schauspieler und Regisseur Friedrich Hellwig. Ihm wurde auch ein Bildnis des Malers Jusepe de Ribera zugeschrieben.
Sein letztes Werk, die Darstellung des regierenden Königs von Sachsen, Friedrich August I., in Lebensgröße, die für den Heldensaal der Festung Königstein bestimmt war, blieb unvollendet.
Als Carl Franz Edlinger starb, hinterließ er eine Witwe und vier Kinder; sein Sohn Johann Moritz Edlinger (1823–1846) wurde später ebenfalls Maler. Die Ehefrau ersuchte die katholische Kirche um ein kirchliches Begräbnis, welches anfänglich abgelehnt wurde. Später wurde dennoch beschlossen, das Begräbnis diskret abzuhalten weil der Verstorbene eine geschiedene Protestantin geheiratet hatte. Daraufhin erfolgte die Durchführung des Begräbnisses durch den protestantischen Stadtprediger.

## Trivia
E. T. A. Hoffmann schätzte die Bilder von Carl Franz Edlinger und verewigte ihn als Leonhard Ettlinger in den Lebens-Ansichten des Katers Murr.

## Werke (Auswahl)
- Bildnis eines jungen Mannes. 1817.[4]
- Bildnis einer jungen Frau. 1818.[5]
- Kinderbildnis Friedrich Wilhelm Edlinger.[6]